# Sympetrum sanguineum
Sympetrum sanguineum е вид водно конче от семейство Libellulidae. Видът не е застрашен от изчезване.

## Разпространение и местообитание
Разпространен е в Австрия, Азербайджан, Албания, Алжир, Армения, Беларус, Белгия, Босна и Херцеговина, България, Великобритания, Германия, Гърция, Дания, Естония, Ирландия, Испания, Италия, Казахстан, Кипър, Киргизстан, Латвия, Литва, Лихтенщайн, Люксембург, Мароко, Молдова, Монако, Нидерландия, Норвегия, Полша, Португалия, Северна Македония, Румъния, Русия, Словакия, Словения, Сърбия, Таджикистан, Тунис, Туркменистан, Узбекистан, Украйна, Унгария, Финландия, Франция, Хърватия, Черна гора, Чехия, Швейцария и Швеция.
Среща се на надморска височина от -4 до 44,3 m.